# 대중의 힘
대중의 힘(스페인어: Fuerza Popular, FP)은 페루의 보수주의 정당이다. 알베르토 후지모리 전 대통령의 딸인 게이코 후지모리가 당을 주도했었다. 2012년까지는 푸에르사 2011(스페인어: Fuerza 2011)이라는 이름을 사용했다. 페드로 카스티요가 집권을 하게 되면서 야당이 되었다.

## 같이 보기
- 미래를 위한 동맹
- 캄비오 90